# Laiblova lípa
Laiblova lípa byl památný strom v Dobřívě, obci jihovýchodně od Rokycan v okrese Rokycany v Plzeňském kraji. Přibližně pětisetletá  lípa malolistá (Tilia cordata) rostla na zahradě u domu čp. 36 na severním okraji vsi, v nadmořské výšce 450 m. Měla žebernatý kmen, který se větvil na pět hlavních větví a tvořil mohutnou a širokou korunu. Kmen byl u paty dutý, dutiny v hlavních větvích byly zastřešeny. Obvod jejího kmene měřil 705 cm a koruna dosahovala do výšky 30 m (měření 2005). Lípa byla chráněna od roku 1995 pro svůj vzrůst a věk.
V roce 2000 byla lípa poškozena zásahem blesku do jedné z kosterních větví. Úder blesku způsobil spirální prasklinu zasažené větve, která dosáhla až k hlavní dutině kmenu. Havarijní stav stromu byl vyřešen pokácením poškozené části stromu. Podvečer 29. července 2013 se Rokycanskem prohnaly bouřky a nárazový vítr vylomil kosterní větvě Laiblovy lípy s výjimkou jediné. V roce 2015 zbývalo z lípy jen torzo kmene, které bylo ponecháno z důvodu zachování prostředí pro ptáky, hmyz a houby. O zrušení ochrany bylo rozhodnuto 27. listopadu 2013.

## Stromy v okolí
- Alej u náhonu
- Dobřívská lípa
- Dub u Burýšků
- Dub u Houšků